# Herre, du som himlens lagar
Herre, du som himlens lagar är en psalm med text skriven av Johan Olof Wallin.

## Publicerad i
- 1819 års psalmbok som nr 311 under rubriken "Med avseende på särskilda personer, tider och omständigheter: Domare och rättssökande".[1]